# Lescure-d’Albigeois
Lescure-d’Albigeois (okzitanisch L'Escura d’Albigés) ist eine französische Gemeinde mit 4.585 Einwohnern (Stand 1. Januar 2022) im Département Tarn in der Region Okzitanien.

## Lage
Lescure-d’Albigeois liegt auf einer Höhe von ca. 160 m ü. d. M. und nur etwa sechs Kilometer nordöstlich von Albi. Die südliche Gemeindegrenze bildet der Fluss Tarn, in den hier sein Zufluss Coules einmündet.

## Bevölkerungsentwicklung
| Jahr      | 1800 | 1851 | 1901 | 1954 | 1975 | 1999 | 2012 | 2018 |
| Einwohner | 1400 | 2182 | 1411 | 1794 | 2810 | 3660 | 4424 | 4571 |

Im 19. Jahrhundert stieg die Bevölkerung von 1400 auf zeitweise über 2000 Einwohner an. Die Neugründung der Nachbargemeinde Le Garric, die Reblauskrise im Weinbau und die zunehmende Mechanisierung der Landwirtschaft führten danach zu einem deutlichen Rückgang der Bevölkerungszahl. Erst im 20. Jahrhundert stieg sie wegen der Nähe zu Albi erneut an.

## Wirtschaft
Jahrhundertelang lebten die Einwohner des Ortes als Selbstversorger von der Landwirtschaft (Getreide, Wein, Gemüse) und der Viehzucht (Milch, Käse, Fleisch); in der nahegelegenen Stadt Albi konnten sie überschüssige Produkte auf dem Markt verkaufen. Wein wird heutzutage nur noch in geringem Umfang angebaut; der Großteil der Bewohner findet Arbeit in Albi.

## Geschichte
Eine dem französischen König Robert II. gehörende Burg wurde erstmals in einem Dokument des Jahres 1012 als Castrum scuriae erwähnt; der König machte sie jedoch seinem Erzieher Gerbert von Aurillac zum Geschenk, der in den Jahren 999 bis 1003 Papst war. Im 11. Jahrhundert entstand ein Priorat der Benediktinerabtei St.-Michel de Gaillac. Im frühen 13. Jahrhundert war die Burg wahrscheinlich in die Albigenserkriege verwickelt, denn im Jahr 1229 wurde sie restauriert. Im Verlauf des Hundertjährigen Krieges (1337–1453) und in der Zeit der Hugenottenkriege (1562–1598) wurde sie erneut in Mitleidenschaft gezogen; die Grundherrn (seigneurs) waren Katholiken. Bereits ein Jahrhundert vor der Französischen Revolution wurde das Benediktiner-Priorat aufgelöst. Im Jahr 1870 wurde das Gemeindegebiet infolge der Gründung der Gemeinde Le Garric deutlich verkleinert.

## Sehenswürdigkeiten

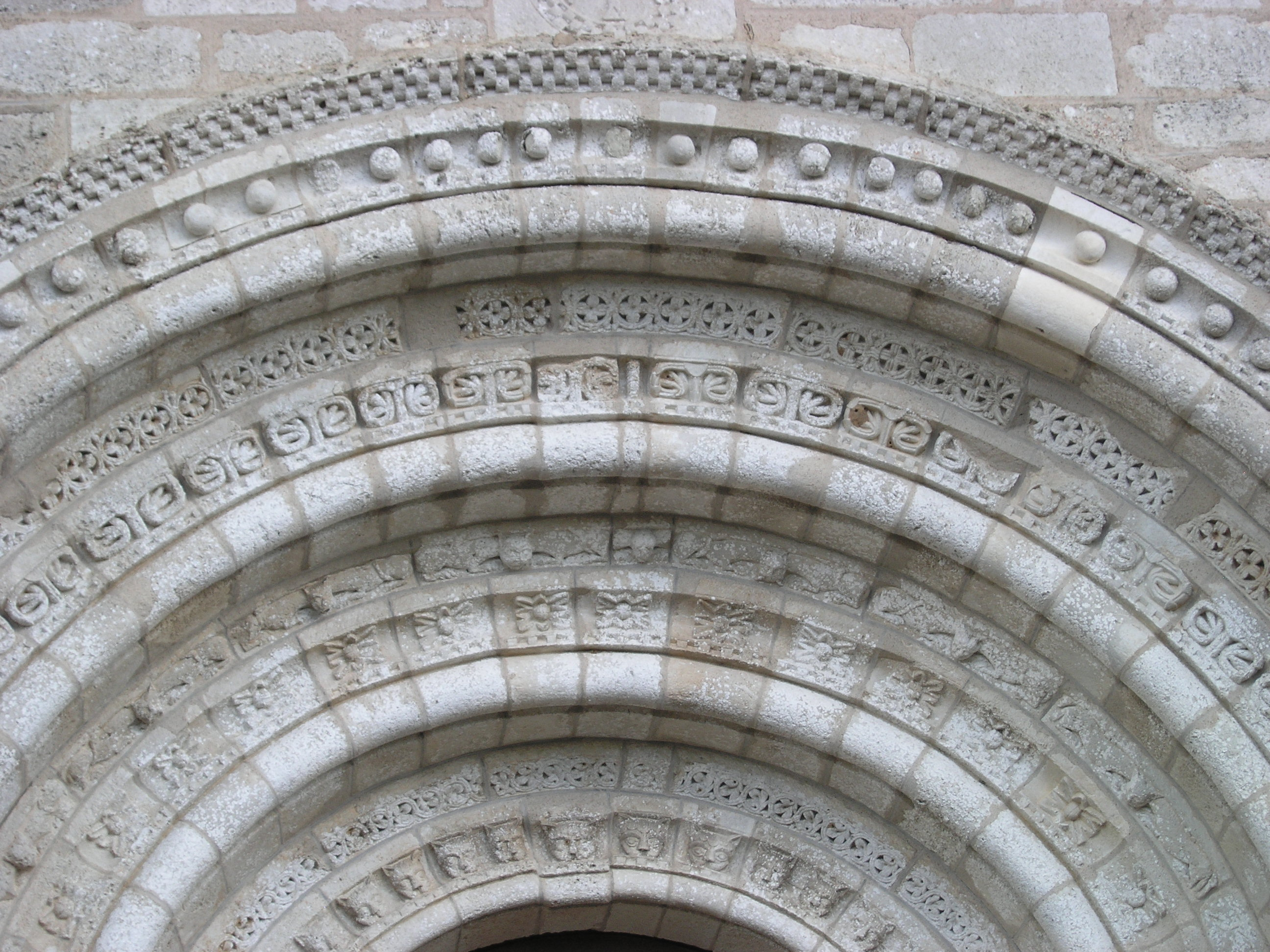
Kirchenportal (Detail)

- Die ehemalige Prioratskirche Saint-Michel-de-Lescure dient seit dem 17. Jahrhundert als Pfarrkirche und ist von einem Friedhof umgeben; es ist ein einschiffiger und nur einapsidialer Bau – allerdings mit Querschiff – des 12. Jahrhunderts, dessen alter Vierungsturm irgendwann im 16. oder 17. Jahrhundert einstürzte und das Tonnengewölbe der Kirche zerstörte, welches daraufhin durch einen offenen Dachstuhl ersetzt wurde; auch der Vierungsturm wurde – zum Teil mit Ziegelsteinen – erneuert. Apsis- und Langhauswände sind mit Strebepfeilern stabilisiert und gegliedert; die Apsis verfügt über einen figürlich gestalteten Konsolenfries unterhalb der Dachtraufe, der beim Langhaus fehlt. Bedeutendster Schmuck der Kirche ist ihr Portal, dessen Kapitelle (eines zeigt die Opferung Isaaks) und Archivoltenbögen reich mit Figuren und Ornamenten geschmückt ist – besonders hervorzuheben ist ein schmaler Fries mit Raubtieren, deren Körper jeweils zu paarweise zusammengefasst und deren Köpfe nach außen weisen. Über dem Portal befindet sich ein weiterer Konsolenfries. Der Kirchenbau wurde bereits im Jahr 1883 in die Liste der Monuments historiques aufgenommen.[1]
- Die Kirche Notre-Dame-de-la-Drèche befindet sich auch auf dem Stadtgebiet von Albi und dem Gemeindegebiet von Cagnac-les-Mines. Der spätgotische, in der zweiten Hälfte des 19. Jahrhunderts jedoch in wesentlichen Teilen nach dem Vorbild der Kathedrale von Albi völlig neugestaltete Kirchenbau diente jahrhundertelang als Wallfahrtskirche und ist seit 1995 als Monument historique anerkannt.[2]
- Die Église Saint-Pierre ist ein unscheinbarer Ziegelsteinbau aus dem 14. Jahrhundert.
- Das Stadttor Tour de l’Horloge ist das letzte Überbleibsel der im 14. und 15. Jahrhundert errichteten oder erneuererten Stadtbefestigung (remparts). Der Ziegelsteinbau wurde bereits im Jahr 1911 als Monument historique anerkannt.[3]

## Persönlichkeiten
- Thierry Carcenac (* 1950), Politiker